# スポーツ観戦

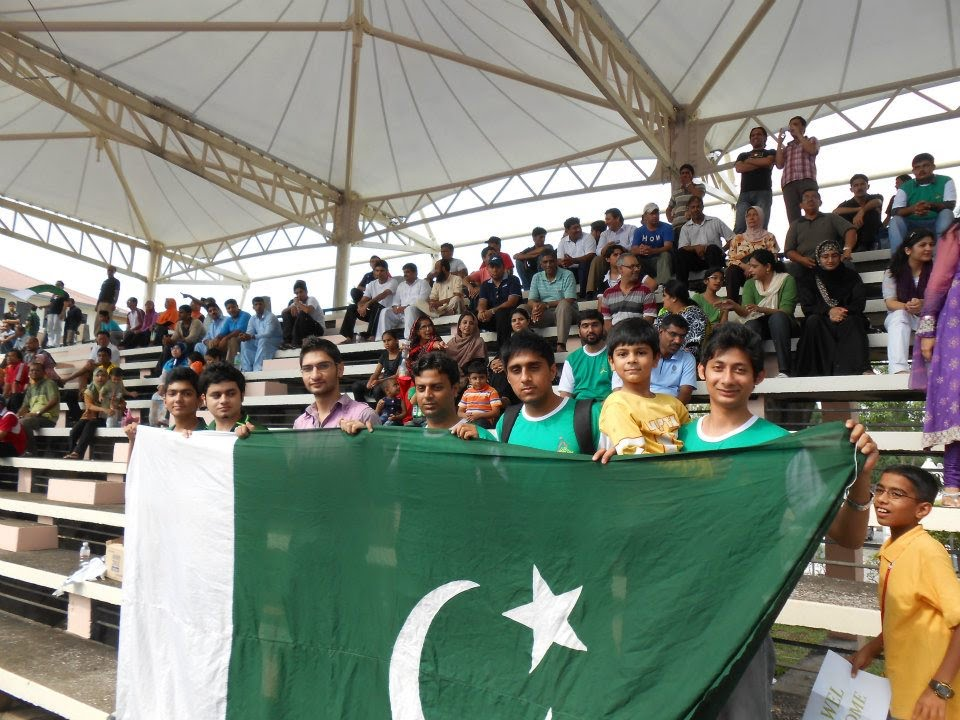
アズランシャー・スタジアム（マレーシア）でのホッケー観戦

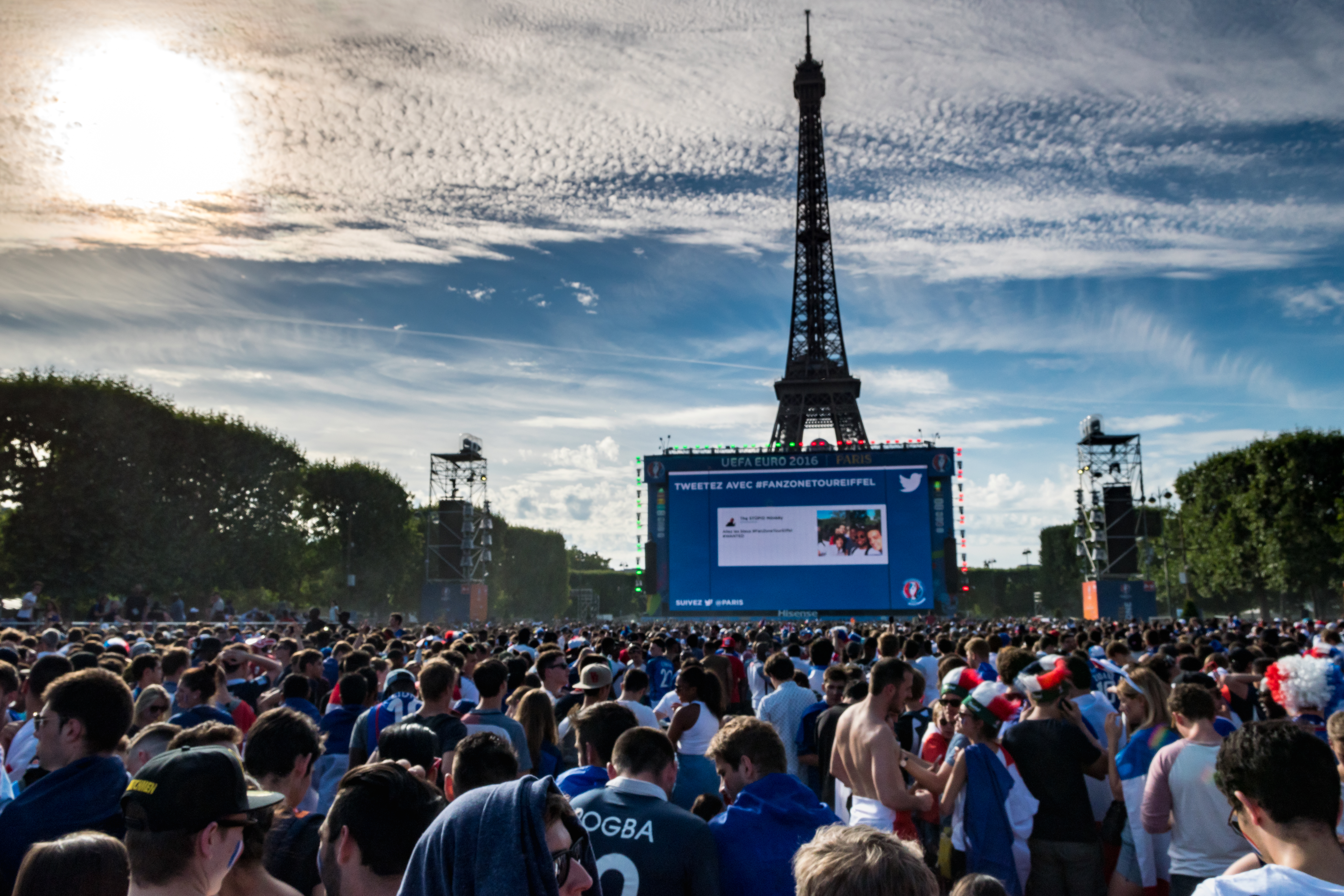
エッフェル塔前でのパブリックビューイング

スポーツ観戦（スポーツかんせん）とは、スポーツをテレビ・ビデオを通して観戦したり、スタジアム・競技場まで足を運んで観戦すること。日本では野球、サッカーの観戦が人気がある。

## 競技場等での観戦とテレビ等での観戦の違い
スタジアム・競技場などで観戦するためには、競技が行われる競技場等まで出かける必要がある。また、プロスポーツではほとんどの場合に観戦料（競技場への入場料など）を徴収される。しかし選手が目の前でスポーツをしているという臨場感や、同じ趣味を持つ観客との一体感を味わうことができる。自宅等から遠い競技場まで出かける場合、一種の旅行と捉えられる場合もあり、現にスポーツ観戦を目的としたツアーも旅行会社によって企画されている。
一方、テレビやラジオなどでの観戦は自宅で気軽に楽しめるメリットがある。一部のペイ・パー・ビューなどを除けば、観戦に費用もかからない。さらに、多くのカメラによる中継やアナウンサーによる的確な実況があれば、競技場等よりも選手の動きや試合・演技の流れがつかみやすいというメリットもある。テレビ中継の場合、リプレイ画像もある。
両者の中間に位置するものとして、スポーツバーでの観戦が挙げられる。これはスポーツ観戦を趣味とするものが特定の店舗に集ってテレビ等で観戦するものであり、臨場感はないが他のファンとの一体感を味わうことができる。また、試合が行われていない競技場や広場等のスクリーンの前にファンが集まって観戦することもしばしば行われている。これはパブリックビューイングと呼ばれ、日本ではサッカーの観戦でよく見られる。
近年ではスポーツ観戦を観光資源と捉え、スポーツ観戦客を周辺の観光に呼ぶ込むことで地域活性化の起爆剤にしようという取り組みも行われつつある。

## 健康上の問題
スポーツ観戦は心臓発作、脳卒中、またはその他の危険な状態を引き起こすほどのストレスを体に与えてしまうなど、健康に悪影響を及ぼすとハーバード大学医学院准教授Robert H. Shmerlingは発表した。